# Rugby Europe U19 Championship 2009
El Rugby Europe U19 Championship del 2009 se disputó en Portugal y fue la tercera edición del torneo en categoría M19.
El campeón del torneo fue Italia, quien clasificó al Trofeo Mundial de Rugby Juvenil 2010.

## Equipos participantes
- Selección juvenil de rugby de Alemania
- Selección juvenil de rugby de Bélgica
- Selección juvenil de rugby de España
- Selección juvenil de rugby de Georgia
- Selección juvenil de rugby de Italia
- Selección juvenil de rugby de Polonia
- Selección juvenil de rugby de Portugal
- Selección juvenil de rugby de Rusia

## Posiciones

### Cuartos de final
- Los perdedores avanzan a la copa de plata

| 25 de octubre | Portugal | 5 - 45 | Italia |  |  |

| 25 de octubre | España | 27 - 24 | Bélgica |  |  |

| 25 de octubre | Georgia | 34 - 3 | Alemania |  |  |

| 25 de octubre | Rusia | 18 - 8 | Polonia |  |  |

### Semifinal de Plata
| 28 de octubre | Portugal | 12 - 12 | Bélgica |  |  |

| 28 de octubre | Polonia | 22 - 14 | Alemania |  |  |

### Semifinales Campeonato
| 28 de octubre | Italia | 40 - 10 | España |  |  |

| 28 de octubre | Georgia | 12 - 8 | Rusia |  |  |

### Séptimo puesto
| 31 de octubre | Bélgica | 10 - 5 | Alemania |  |  |

### Quinto puesto
| 31 de octubre | Portugal | 22 - 10 | Polonia |  |  |

### Tercer puesto
| 31 de octubre | España | 29 - 24 | Rusia |  |  |

### Final
| 31 de octubre | Italia | 16 - 3 | Georgia |  |  |

| Bandera de Italia |
| Campeón Italia    |
| Primer título     |